# Ільїно (Калінінградська область)
Ільїно (рос. Ильино) — селище Гусєвського району, Калінінградської області Росії. Входить до складу Кубановського сільського поселення.
Населення —  38 осіб (2015 рік). 

## Населення
| 2002 | 2010 |
| ---- | ---- |
| 46   | ↘38  |